# Adicella eunoia
Adicella eunoia är en nattsländeart som beskrevs av Schmid 1994. Adicella eunoia ingår i släktet Adicella och familjen långhornssländor. Inga underarter finns listade i Catalogue of Life.